# Majaelrayo
Majaelrayo és un municipi de la província de Guadalajara, a la comunitat autònoma de Castella-La Manxa. El municipi es troba a una altitud de 1186 msnm.